# Luana Bühler
Luana Bühler (Wolhusen, 28 april 1996) is een voetbalspeelster uit Zwitserland. Ze speelt als verdediger voor Tottenham Hotspur FC in de Super League.

## Clubcarrière
Bühler speelde in haar jeugd voor het jongensteam van FC Schötz. In juli 2012 vertrok ze naar SC Kriens in de Nationalliga A van Zwitserland. Met deze club deed ze mee aan de Zwitserse beker. In 2014 vertrok ze naar FC Luzern.
In 2016 lag Bühler uit de roulatie met een kruisbandblessure. Het jaar erna ging Bühler voor FC Zürich spelen waarmee ze de dubbel won in 2018. Daarnaast speelde ze in de kwalificaties voor de Champions League. In datzelfde jaar maakte Bühler de overstap naar TSG 1899 Hoffenheim.
Voorafgaande aan het seizoen 2023/2024 tekende Bühler een contract bij Tottenham Hotspur dat haar tot 30 juni 2025 aan de club uit Londen verbindt. Op 1 oktober 2023 maakte Bühler haar debuut in de Supsr League in een met 2-1 verloren uitduel tegen Chelsea FC.

## Statistieken
| Seizoen   | Club                 | Land        | Competitie   | Wedstrijden | Doelpunten |
| --------- | -------------------- | ----------- | ------------ | ----------- | ---------- |
| 2016-2018 | FC Zürich            | Zwitserland | Super League | 22          | 3          |
| 2018/19   | TSG 1899 Hoffenheim  | Duitsland   | Bundesliga   | 18          | 1          |
| 2019/20   | TSG 1899 Hoffenheim  | Duitsland   | Bundesliga   | 13          | 2          |
| 2020/21   | TSG 1899 Hoffenheim  | Duitsland   | Bundesliga   | 18          | 1          |
| 2021/22   | TSG 1899 Hoffenheim  | Duitsland   | Bundesliga   | 16          | 1          |
| 2022/23   | TSG 1899 Hoffenheim  | Duitsland   | Bundesliga   | 17          | 0          |
| 2023/24   | Tottenham Hotspur FC | Engeland    | Super League | 16          | 0          |
| 2024/25   | Tottenham Hotspur FC | Engeland    | Super League | 6           | 0          |
| Totaal    | Totaal               | Totaal      | Totaal       | 106         | 7          |

Laatste update: 29 juni 2025

## Interlandcarrière
Bühler maakte haar debuut voor Zwitserland in een wedstrijd tegen Italië op 28 februari 2018 op de Cyprus Cup. In de kwalificatiewedstrijden voor het WK 2019 maakte Bühler opnieuw haar opwachting.
Bühler werd opgenomen in de selectie van Zwitserland voor het EK 2022 waar ze in twee van de drie wedstrijden in de basis startte. Zwitserland werd op dit eindtoernooi uitgeschakeld in de groepsfase na een 1-4 nederlaag tegen Nederland.
In 2023 werd Bühler opnieuw opgenomen in de selectie voor het WK 2023. Zwitserland wist de achtste finales te halen waarin Spanje met 1-5 te sterk was. Bühler kwam alleen in het eerste groepsduel tegen Filipijnen in actie.
Twee jaar later werd Bühler eveens opgenomen werd Wandeler opgenomen in de definitieve selectie van Zwitserland voor op het EK 2025 in eigen land. Door een blessure haakte ze echter al voor het eindtoernooi af. Haar plek in de selectie werd ingenomen door Laia Ballesté.